# Evan Ellingson
 (juin 2023).
Si vous disposez d'ouvrages ou d'articles de référence ou si vous connaissez des sites web de qualité traitant du thème abordé ici, merci de compléter l'article en donnant les références utiles à sa vérifiabilité et en les liant à la section « Notes et références ».
Pour les articles homonymes, voir Ellingson.
Evan Taylor Ellingson est un acteur américain né le 1er juillet 1988 à La Verne en Californie et mort le 5 novembre 2023 à Fontana en Californie.

## Biographie
Evan Ellingson a grandi à La Verne, une municipalité située dans le comté de Los Angeles, en Californie avec ses trois frères. Il est très sportif, pratique le surf, du snow-board et le skate. En fait c'est l'amour qu'il a pour le sport qui le mit sur la route à la célébrité. À dix ans, on a découvert Evan dans un skatepark et lui a demandé de faire une publicité pour la Société de Camions. 
En 2004, Evan est choisi pour jouer Kyle Savage dans la série Les Sauvages (Complete Savage) produite par Mel Gibson. Malheureusement, la série se termine après une saison.
En 2007, Evan Ellingson obtient un rôle récurrent dans la sixième saison de 24 Heures chrono, interprétant le rôle du neveu de Jack Bauer.
À la fin 2007, Evan Ellingson obtient un rôle dans Les Experts : Miami (CSI : Miami) diffusé sur CBS. Il joue le rôle de Kyle Harmon, le fils du Lieutenant Horatio Caine (joué par David Caruso). Il apparaît épisodiquement pour ce rôle.
Il a une fille Brooklynn Ellingson, né en 2008. La même année son frère Austin Ellingson est décédé d'une overdose.
En 2009, on peut le voir dans le film Ma vie pour la tienne (My sister's keeper) où il joue le rôle de Jesse Fitzgerald, le fils de Sara Fitzgerald jouée par Cameron Diaz.
Evan Ellingson est retrouvé sans vie, à la suite d'une overdose accidentelle de fentanyl, le 5 novembre 2023 dans sa demeure de Fontana en Californie. Il était âgé de 35 ans.

## Filmographie

### Cinéma
| Année | Film                  | Role                    | Notes                   |
| ----- | --------------------- | ----------------------- | ----------------------- |
| 2009  | Ma vie pour la tienne | Jesse Fitzgerald        |                         |
| 2007  | Walk the Talk         | Roy Naybor              | Rôle secondaire         |
| 2006  | Lettres d'Iwo Jima    | Kid Marine              |                         |
| 2006  | The Bondage           | Mark Edwards            |                         |
| 2005  | Confession            | Benjamin Givens         |                         |
| 2003  | Rules of the Game     | Adam                    |                         |
| 2003  | All Your Difference   | Joseph                  |                         |
| 2002  | Time Changer          | Roger                   |                         |
| 2001  | Living in Fear        | Chuck à l'âge de 12 ans |                         |
| 2001  | The Gristle           | Alden Boy               | en tant qu'Evan Ellison |

### Télévision
| Année     | Film                                   | Role                         | Notes                             |
| --------- | -------------------------------------- | ---------------------------- | --------------------------------- |
| 2007–2012 | Les Experts : Miami                    | Kyle Harmon                  | 18 épisodes (VF : Hervé Grull)    |
| 2007      | State of Mind                          | David Carson                 | "Between Here and There"          |
| 2007      | 24 Heures chrono                       | Josh Bauer                   | 10 épisodes                       |
| 2006      | Boys Life                              | Derek                        | "Pilote"                          |
| 2005      | Bones                                  | David Cook                   | "A Boy in a Bush"                 |
| 2005      | Un pilote sans nom pour Camryn Manheim | Arlo                         | Téléfilm                          |
| 2004–2005 | Les Sauvages                           | Kyle Savage                  | 19 épisodes                       |
| 2002      | MAD tv                                 | Un garçon d'un camp chrétien | "Episode: #8.3"                   |
| 2002      | That Was Then                          | inconnu                      | "A Rock and a Head Case"          |
| 2002      | The Nick Cannon Show                   | Transportation Friend        | "Episode: #2.1"                   |
| 2001–2002 | Titus                                  | Titus âgé de 10 ans          | 10 épisodes                       |
| 2000      | Hôpital central (General Hospital)     | Le jeune Luke Spencer        | "Episode daté du 5 novembre 2001" |
| 2000      | MAD tv                                 | Cody Gifford                 | "Episode: #6.1"                   |